# Theodore Heck
Theodore Heck O.S.B. (ur. 16 stycznia 1901 w Chariton, zm. 29 kwietnia 2009 w St. Meinrad) – amerykański duchowny katolicki znany z długowieczności.
Na chrzcie otrzymał imiona John Henry, Theodore to imię przybrane po wstąpieniu do zakonu benedyktynów w 1922 roku. Rok później złożył pierwsze śluby. Święcenia kapłańskie otrzymał 21 maja 1929, a następnie został wykładowcą w seminarium St. Meinrad. W latach 1932–1935 studiował na Katolickim Uniwersytecie Ameryki. Powrócił do St. Meinrad i wykładał w tamtejszym seminarium przez następne 50 lat. Sprawował w tym czasie wiele funkcji administracyjnych. W wieku 70 lat rozpoczął służbę jako wikariusz w New Boston choć jednocześnie nadal wykładał. Po 17 latach przeszedł na emeryturę, nadal był aktywny i zainteresowany nauką. Do ostatnich lat życia co roku wybierał inną dziedzinę, którą zgłębiał. Zmarł jako najstarszy na świecie zakonnik benedyktyński na miesiąc przed 80. rocznicą święceń.